# رووسکه
رووسکه (به چکی: Rouské) یک منطقهٔ مسکونی در جمهوری چک است که در ناحیه پرروف واقع شده‌است. رووسکه ۵٫۳۱ کیلومتر مربع مساحت و ۲۳۰ نفر جمعیت دارد و ۳۵۷ متر بالاتر از سطح دریا واقع شده‌است.